# Boutervilliers
Boutervilliers ist eine französische Gemeinde mit 429 Einwohnern (Stand: 1. Januar 2022) im Département Essonne in der Region Île-de-France; sie gehört zum Arrondissement Étampes und ist Teil des Kantons Étampes. Die Einwohner werden Boutervillois genannt.

## Geographie
Boutervilliers befindet sich etwa 49 Kilometer südsüdwestlich von Paris. Umgeben wird Boutervilliers von den Nachbargemeinden La Forêt-le-Roi im Norden, Boissy-le-Sec im Nordosten, Étampes im Osten und Südosten, Saint-Hilaire im Südosten, Chalo-Saint-Mars im Süden, Plessis-Saint-Benoist im Westen und Südwesten sowie Richarville im Nordwesten.

## Bevölkerungsentwicklung
| Jahr                      | 1962 | 1968 | 1975 | 1982 | 1990 | 1999 | 2006 | 2013 |
| Einwohner                 | 154  | 175  | 213  | 270  | 282  | 293  | 324  | 398  |
| Quelle: Cassini und INSEE |      |      |      |      |      |      |      |      |

## Sehenswürdigkeiten

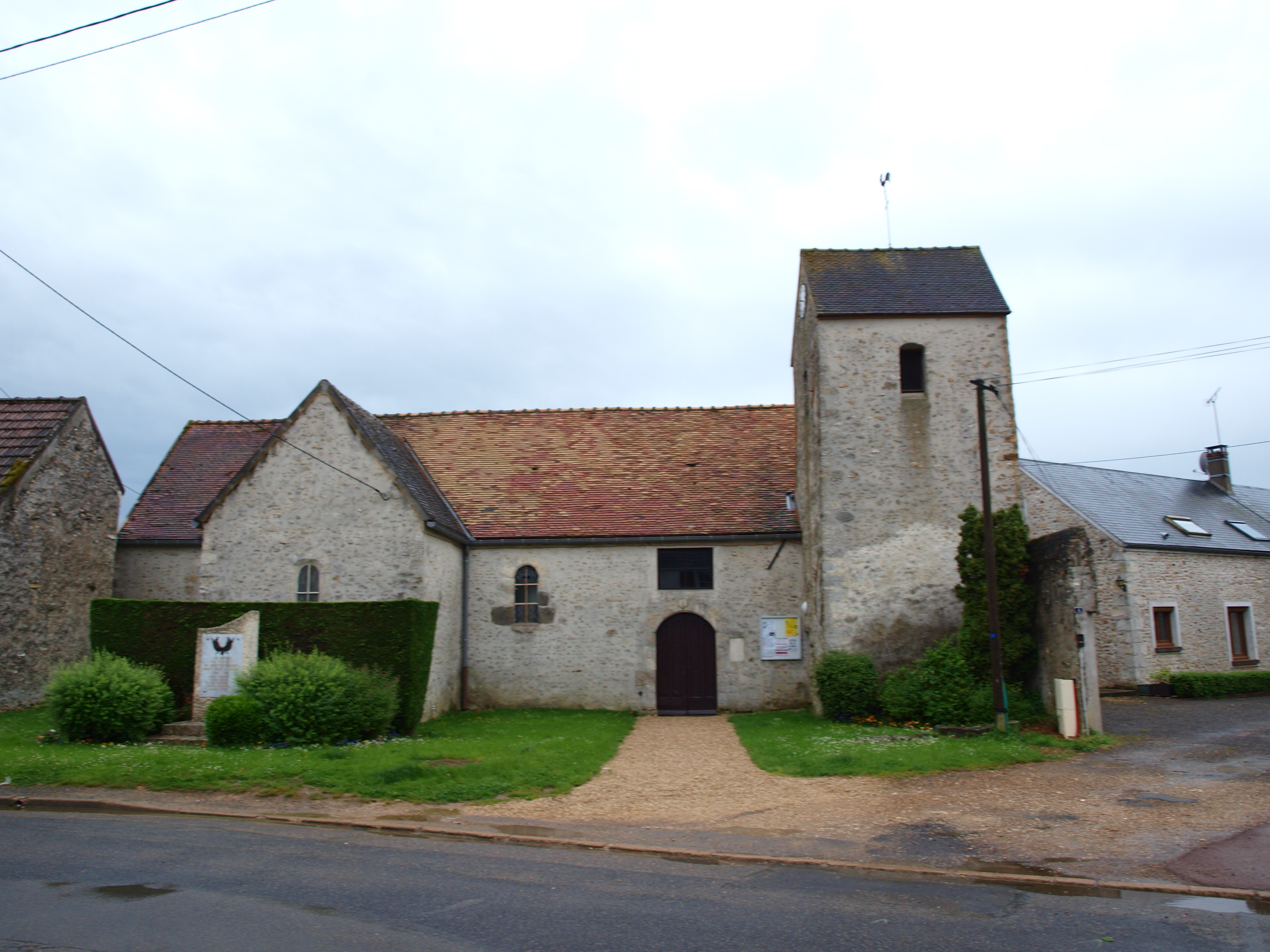
Kirche Saint-Jean-Baptiste

- Kirche Saint-Jean-Baptiste